# Abschnittsbefestigung Kühlochberg
Die Abschnittsbefestigung Kühlochberg ist eine abgegangene Abschnittsbefestigung (Wallburg) auf dem Kühlochberg auf 580 m ü. NHN bei Gaißach, einem Ortsteil des Marktes Königstein im Landkreis Amberg-Sulzbach in Bayern.
Von der Anlage sind nur noch verflachte Wallreste erhalten, es handelt sich um eine befestigte vorgeschichtliche Höhensiedlung. Heute ist die Befestigung als Bodendenkmal D-3-6335-0020 „Vorgeschichtliche Höhensiedlung mit Wallanlage“ vom Bayerischen Landesamt für Denkmalpflege erfasst.